# 夏疾風
《夏疾風》（夏疾風/Natsuhayate）是嵐的第55枚單曲。於2018年7月25日發行。唱片公司為J Storm。

## 解說
- 與前作《Find The Answer》相隔5個月發行。
- 主打歌為朝日放送迎接2018年的第100回全國高等學校野球選手權紀念大會的ABC夏季高中棒球應援歌。
- 有初回限定盤、高中棒球盤、通常盤3種版本。

## 收錄曲

### 通常盤
1. 夏疾風（夏疾風）
（作詞、作曲：北川悠仁(柚子) 編曲：K Project）
2018年 ABC《夏季高中棒球》應援歌。
朝日電視台《熱鬪甲子園》主題曲。
2. Midsummer Night's Lover（Midsummer Night's Lover）
（作詞：ASIL 作曲：Erik Lidbom、Mr.Mustard 編曲：Erik Lidbom）
3. Sparkle（Sparkle）
（作詞：IROCO-STAR 作曲：Josef Melin、Christofer Erixon 編曲：Josef Melin）
4. 夏疾風（Original Karaoke）
5. Midsummer Night's Lover（Original Karaoke）
6. Sparkle（Original Karaoke）

### 初回限定盤

#### CD
1. 夏疾風
2. After the rain（After the rain）
（作詞、作曲：Nai-T 編曲：Nai-T、metropolitan digital clique）
3. After the rain（Original Karaoke）

#### DVD
1. 夏疾風（PV+製作花絮）

### 高中棒球盤(初回限定)

#### CD
1. 夏疾風
2. 夏疾風(熱鬪銅管樂隊ver.)（夏疾風（熱闘ブラバン ver.））
（作曲：北川悠仁 編曲：菊谷知樹）
主打歌的熱鬧銅管樂隊版。

#### DVD
1. 夏疾風（PV 高中生合作ver.）